# Вяльяотса (Тюрі)
Вя́льяотса (ест. Väljaotsa küla) — село в Естонії, у волості Тюрі повіту Ярвамаа.

## Населення
Чисельність населення на 31 грудня 2011 року становила 38 осіб.

## Географія
Через населений пункт проходить автошлях 26 (Тюрі — Аркма).